# Rhynchium haemorrhoidale
Rhynchium haemorrhoidale är en stekelart som först beskrevs av Fabricius 1775.  Rhynchium haemorrhoidale ingår i släktet Rhynchium och familjen Eumenidae.

## Underarter
Arten delas in i följande underarter:
- R. h. dohertyii
- R. h. samurayii
- R. h. tahitense
- R. h. sanguineum
- R. h. umeroater